# Chetogena soror
Chetogena soror är en tvåvingeart som beskrevs av Louis-Paul Mesnil 1971. Chetogena soror ingår i släktet Chetogena och familjen parasitflugor. Inga underarter finns listade i Catalogue of Life.